# Constantin Brodzki
Constantin Brodzki est un architecte belgo-polonais né le 26 octobre 1924 à Rome et mort le 27 mars 2021 à Linkebeek où il vivait. C'est un des plus grands architectes modernistes belges.

## Biographie
Constantin Brodzki est né d'un père polonais et d'une mère belge. Juste avant le début de la Seconde Guerre mondiale, la famille s'installe en Belgique.
Diplômé de La Cambre, il part aux États-Unis effectuer un stage auprès de Wallace Harisson, directeur du "headquarters planning office" des Nations unies.
À la fin des années 1950 il collabora souvent avec le plasticien, typographe, designer et scénographe belge Corneille Hannoset, proche du mouvement artistique CoBrA.
Ensemble, ils créèrent notamment le Musée du cinéma de Bruxelles (détruit en 2006), le Pavillon de la Flore et de la Faune du Congo belge lors de l’Exposition universelle de 1958, et le Musée lapidaire de Montauban en Gaume. Le Musée d'Art Moderne de New York, le célèbre MoMA, sélectionne ce Musée  pour son exposition Architecture of Museums comme seul exemple belge.
Constantin Brodzki a ensuite réalisé en 1970 l'immeuble CBR à Watermael-Boitsfort,,,,,, et les bâtiments Swift à La Hulpe.
En 1979, Marcel Breuer organisa une exposition au MoMA sur l’architecture moderne des années 1960-1980 et le CBR fut aussi le seul bâtiment belge qu’il sélectionna.

Immeuble CBR
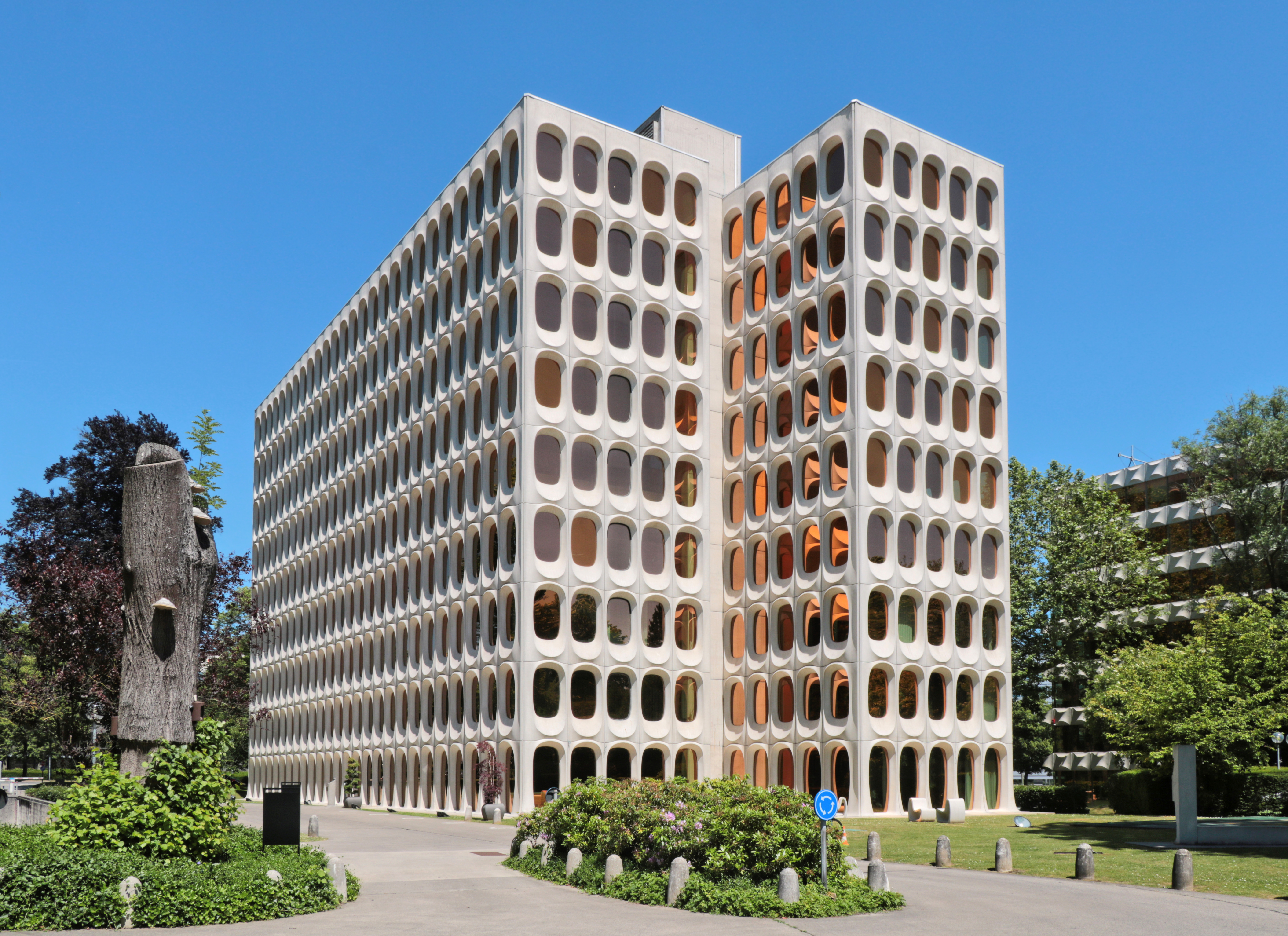
Façades occidentale et méridionale.
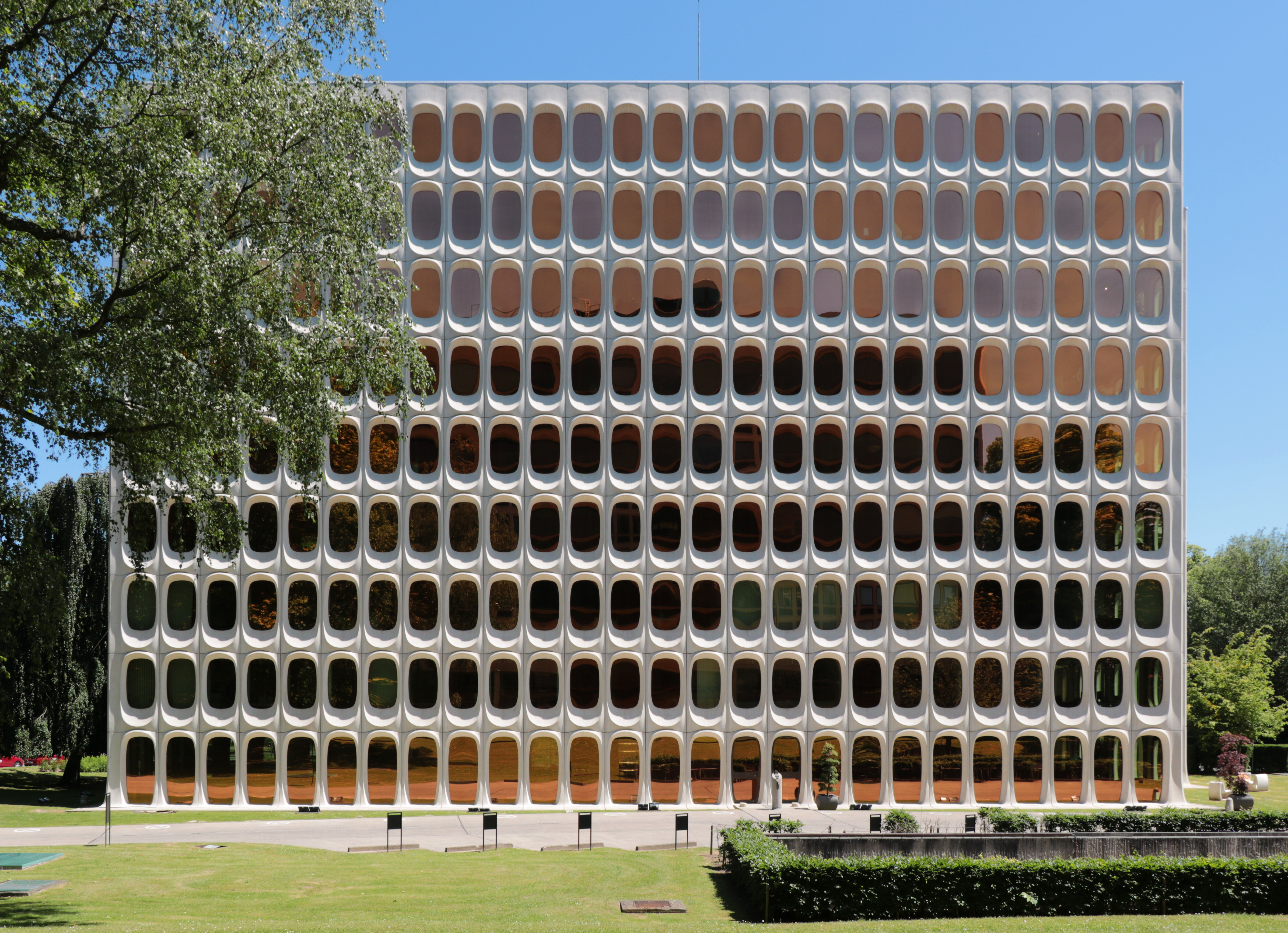
Façade occidentale.
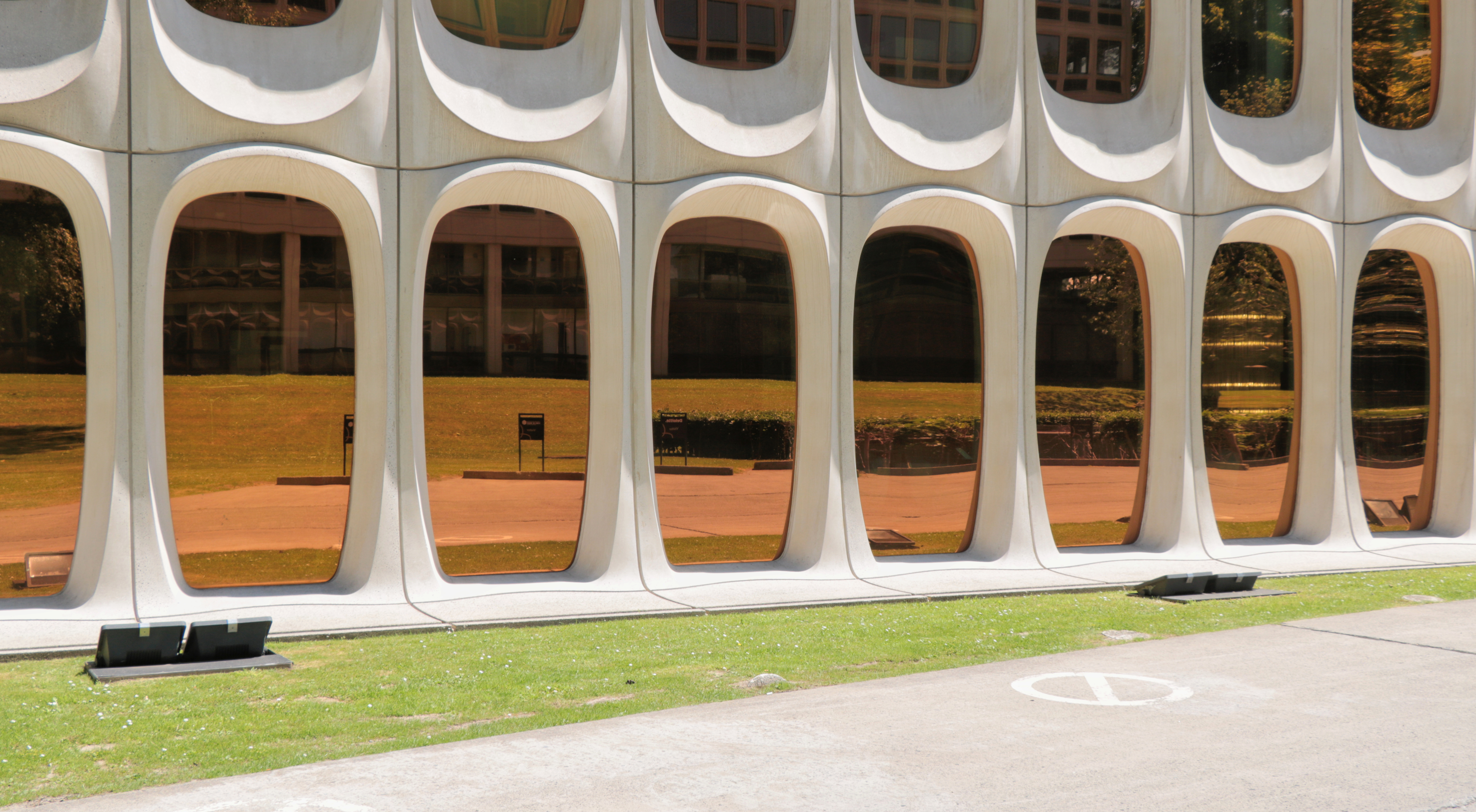
Modules en béton de ciment blanc.

## Distinction
Septième Prix quinquennal Baron Horta de l’Académie royale de Belgique, décerné en 2007.